# Raleigh, Illinois
Raleigh är en ort i Saline County i delstaten Illinois, USA.